# Pandora, Ohio
Pandora là một làng thuộc quận Putnam, tiểu bang Ohio, Hoa Kỳ. Năm 2010, dân số của làng này là 1153 người.

## Dân số
- Dân số năm 2000: 1188 người.
- Dân số năm 2010: 1153 người.